# Richmond upon Thames
Richmond upon Thames es un municipio en el suroeste de Londres (London Borough of Richmond upon Thames), pronunciaciónⓘ), Inglaterra. Forma parte del Londres exterior y es el único municipio londinense con territorio a ambos lados del río Támesis.
Tres distritos de la zona se encuentran dentro del distrito postal de Londres. La autoridad administrativa local es el Richmond upon Thames London Borough Council.
En el municipio se encuentra el Laboratorio nacional de Física y las atracciones del Palacio de Hampton Court, el estadio de Twickenham y el Centro de Humedales de Londres WWT (WWT London Wetlands Centre) que atrae el turismo nacional e internacional.

## Historia
Se creó en el año 1965 cuando se fusionaron tres zonas pequeñas en virtud del Acta del Gobierno de Londres de 1963: el municipio de Twickenham, de Middlesex con los de Richmond y Barnes de Surrey; las oficinas del consejo se centraron en York House en Twickenham. El nombre de "Richmond upon Thames" fue acuñado en aquella ocasión; ahora se usa habitualmente, pero de manera inexacta, para referirse a Richmond exclusivamente.

## Situación geográfica
Como se puede ver en el mapa, el municipio no está urbanizado en su totalidad, ya que hay grandes espacios abiertos.
Las áreas más pobladas son Hampton y Teddington en el sur, Twickenham, St Margarets y Whitton en el área central,
y el corredor Richmond-Kew-Mortlake-Barnes a lo largo del río Támesis. Es el único municipio de Londres que se encuentra a las dos orillas del río.

### Lista de distritos
- Barnes
- East Sheen
- East Twickenham
- Fulwell
- Ham
- Hampton
- Hampton Hill
- Hampton Wick
- Kew
- Mortlake
- North Sheen
- Petersham
- Richmond
- St Margarets
- Strawberry Hill
- Teddington
- Twickenham
- Whitton

### Ciudades hermanas
- Constanza
- Fontainebleau
- Richmond (Virginia)

## Atracciones, parques y espacios abiertos

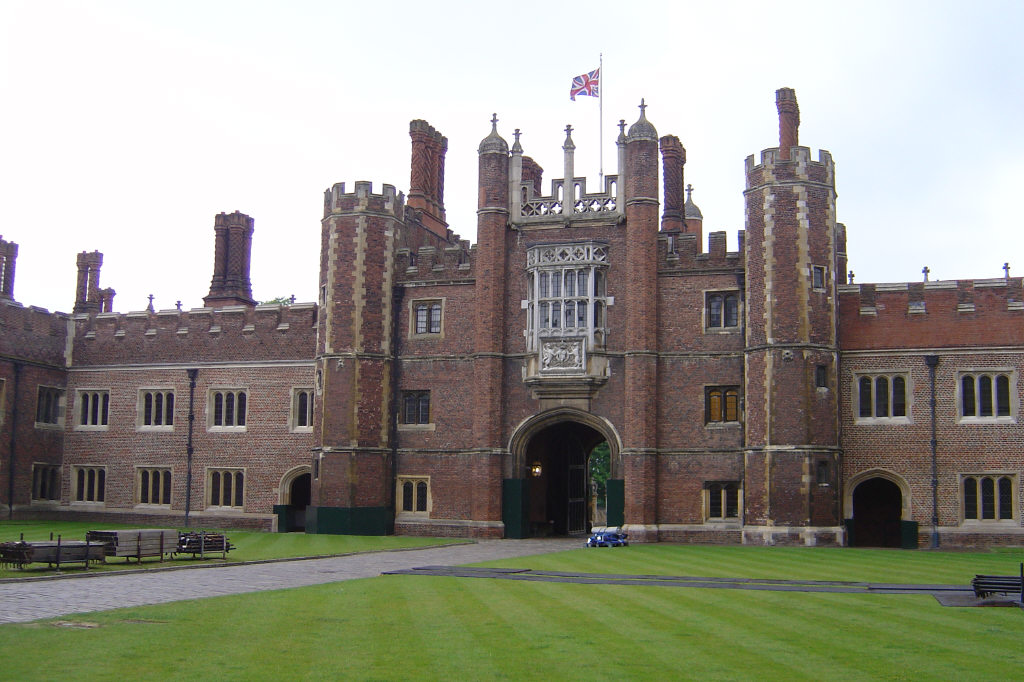
Palacio de Hampton Court

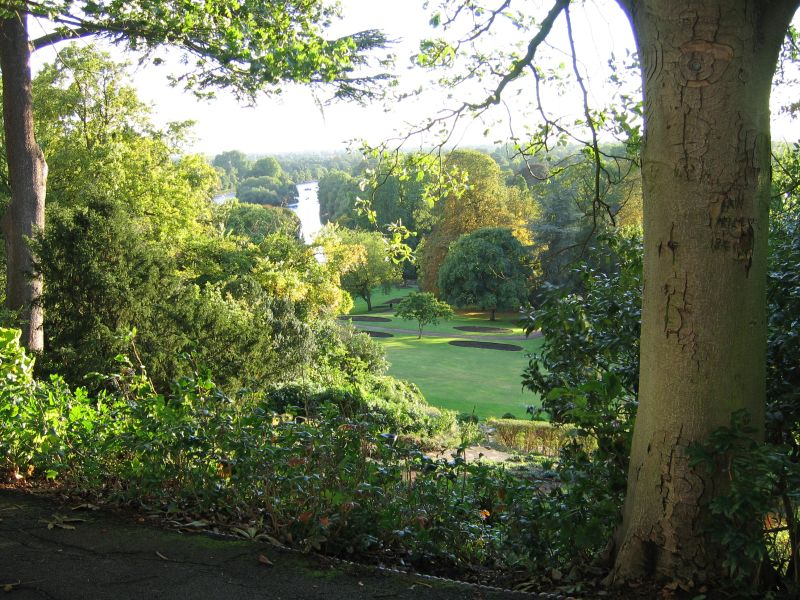
La vista desde Richmond Hill sobre el jardín en terraza.

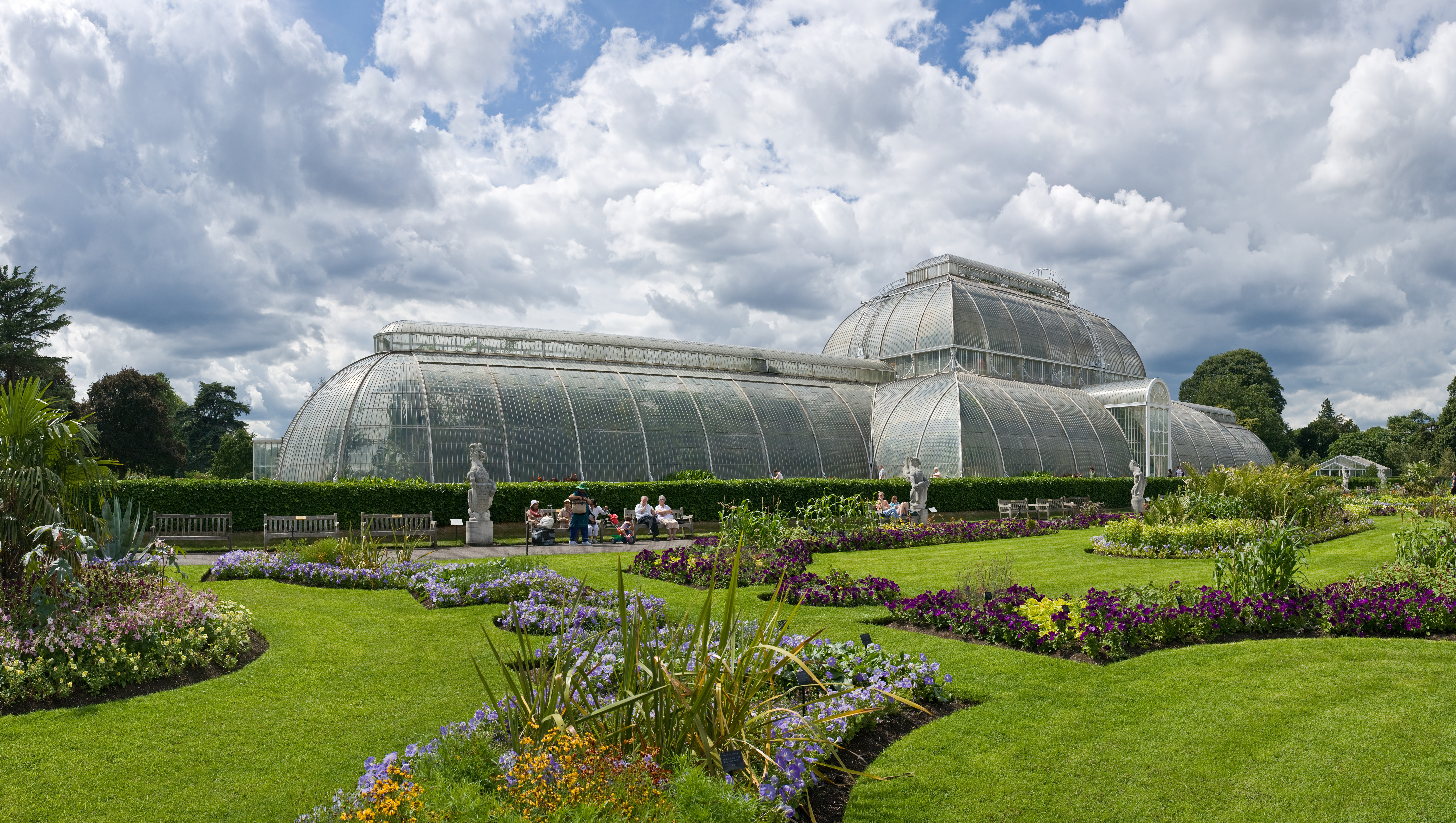
Palm House en Kew Gardens.

Los parques constituyen una gran parte del municipio e incluyen a Richmond Park, Bushy Park, el Jardín Botánico de Kew Gardens, y el Parque de Hampton Court. Hay más de 100 parques y otros espacios abiertos y 21 km de costa del río Támesis, cinco veces más que
cualquier otro municipio de Londres.
También se encuentran allí el Laboratorio Nacional de Física (Reino Unido), el palacio de Hampton Court, el Estadio de Twickenham, que atraen turistas de dentro y fuera del país, y Kneller Hall, la escuela de música para el Ejército Británico.

## Transporte
El municipio está conectado a la Estación de Waterloo en el centro de Londres por el servicio de trenes de South West Trains. El District Line del Subterráneo de Londres y el London Overground llegan a las estaciones de Richmond y Kew Gardens.

### Lista de estaciones
Estas son otras estaciones:
- Barnes
- Barnes Bridge
- Fulwell
- Hampton
- Hampton Wick
- Kew
- Mortlake
- North Sheen
- St Margarets
- Strawberry Hill
- Teddington
- Twickenham
- Whitton